# Clavette
Clavette là một xã trong tỉnh Charente-Maritime tổng La Jarrie of the Charente-Maritime in the trong vùng Nouvelle-Aquitaine, tây nam nước Pháp. Xã Clavette nằm ở khu vực có độ cao trung bình 25 mét trên mực nước biển.

## Lịch sử biến động dân số
| Năm  | Dân số | Mật độ  | Phần trăm của tổng |
| ---- | ------ | ------- | ------------------ |
| 1962 | 298    | -       | -                  |
| 1968 | 309    | -       | -                  |
| 1975 | 319    | -       | -                  |
| 1982 | 438    | -       | -                  |
| 1990 | 592    | -       | -                  |
| 1999 | 711    | 113/km² | 3.83%              |